# Ефимьево (Московская область)
Ефимьево — деревня в Волоколамском районе Московской области России. Относится к Теряевскому сельскому поселению, до муниципальной реформы 2006 года относилась к Теряевскому сельскому округу.

## География
Деревня Ефимьево расположена неподалёку от автодороги Р107 Клин — Лотошино, примерно в 13 км к северо-востоку от Волоколамска. В деревне 4 улицы — Верхняя, Нижняя, Сиреневая и Нижний переулок, зарегистрировано 7 садовых товариществ. Ближайшие населённые пункты — деревни Отчищево, Чеклево и село Спирово. Автобусное сообщение с райцентром.

## Население
| 1852 | 1859 | 1899 | 1926 | 2002 | 2006 |
| ---- | ---- | ---- | ---- | ---- | ---- |
| 288  | ↗289 | ↗461 | ↘383 | ↘75  | ↗436 |
| 2010 |      |      |      |      |      |
| ↘277 |      |      |      |      |      |

## История
В «Списке населённых мест» 1862 года Ефимьево — казённая деревня 2-го стана Волоколамского уезда Московской губернии по правую сторону Клинского тракта (из Волоколамска), в 14 верстах от уездного города, при колодце, с 42 дворами и 289 жителями (137 мужчин, 152 женщины).
По данным на 1890 год входила в состав Буйгородской волости Волоколамского уезда, число душ мужского пола составляло 142 человека.
В 1913 году — 76 дворов.
По материалам Всесоюзной переписи населения 1926 года — центр Ефимьевского сельсовета Буйгородской волости, проживало 383 жителя (182 мужчины, 201 женщина), насчитывалось 71 хозяйство, среди которых крестьянских — 67.
С 1929 года — населённый пункт в составе Волоколамского района Московской области.